# Alfredo Galasso
Alfredo Galasso (Palermo, 4 aprile 1940) è un giurista, politico e avvocato italiano.

## Biografia
È stato professore di diritto privato all'Università di Palermo, dove ha insegnato anche Diritto bancario e Legislazione antimafia, oggi in quiescenza.
È stato, inoltre, docente presso l'Università Kore di Enna di Istituzioni di Diritto Privato presso il Corso di Laurea magistrale in Giurisprudenza e di Diritto privato dell'Ordinamento europeo presso il Corso di Laurea in Scienze della difesa e della sicurezza. Ha insegnato anche diritto del lavoro presso l'Università di Catania e diritto civile presso l'Università di Perugia.
Dal 2001 al 2008 ha diretto la Scuola di specializzazione per le professioni legali di Palermo. È stato anche docente stabile presso la Scuola Superiore della Pubblica Amministrazione.
È socio della Società italiana degli Studiosi del Diritto Civile (SISDIC).
Dal 1981 al 1986 è stato componente del Consiglio Superiore della Magistratura. È stato poi eletto nel 1989 deputato all'Assemblea Regionale Siciliana nelle liste del PCI,  fino al 1991. Nel 1992 deputato alla Camera per il movimento La Rete, di cui è stato uno dei fondatori, coordinatore nazionale e componente della Commissione parlamentare antimafia.
È Presidente onorario dell'Associazione Nazionale 'Antonino Caponnetto'.
Nell'esercizio della professione forense, ha assistito numerose famiglie delle vittime di mafia.
Come avvocato è noto per la sua partecipazione quale difensore di parte civile al primo maxiprocesso contro la mafia (1986) e contro Giulio Andreotti. Ha inoltre difeso i familiari delle vittime nei processi della strage di Ustica e dell'incendio del Moby Prince.
Svolge la professione di avvocato con studi a Roma e Palermo e continua a difendere le parti civili nei processi di mafia. Ha promosso e segue processi di pubblico rilievo, come il rapimento di Davide Cervia e l'omicidio di Marianna Manduca.
Ha scritto numerosi libri, saggi e articoli di diritto civile, attualità politica e istituzionale.

## Opere principali
- La rilevanza della persona nei rapporti privati (1973)
- La mafia non esiste (1988)
- La mafia politica (1993)
- Manuale ipertestuale del diritto privato (2002)
- Il comodato (2004)
- Istituzioni di diritto privato (2017)
- Mafia - Vita di un uomo di mondo (2017)
- La mafia che ho conosciuto (2020)